# Dönhoffplatz
Der Dönhoffplatz in Berlin an der Leipziger Straße im Ortsteil Mitte war eine zwischen den 1740er Jahren und 1975 nach dem preußischen Generalleutnant Alexander von Dönhoff benannte Platz- und Grünanlage. Im Zusammenhang mit der Neubebauung der Leipziger Straße wurde 1975 der Platz als solcher aufgegeben. 1979 wurde eine Rekonstruktion der Spittelkolonnaden auf der verbliebenen namenlosen Grünfläche aufgestellt. Das Areal erhielt 2010 den Namen Marion-Gräfin-Dönhoff-Platz. Die Namensgeberin Marion Gräfin Dönhoff entstammt – wie auch Alexander von Dönhoff – dem Adelsgeschlecht der Dönhoffs.
Das Areal wurde mehrfach umgestaltet, unter anderem nach Plänen der Gartenarchitekten Hermann Mächtig und Erwin Albert Barth. Die Fläche des heutigen Marion-Gräfin-Dönhoff-Platzes stimmt bis auf eine leichte Verschiebung und Begradigung mit der des alten Dönhoffplatzes überein.

## Lage

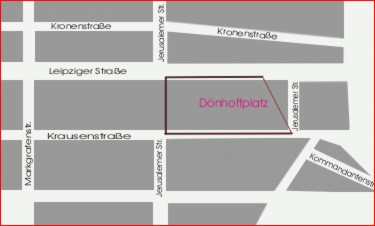
Lageskizze des Dönhoffplatzes in der Situation um 2008

Der historische Dönhoffplatz nahm eine Fläche von etwa 22.000 m² ein und wurde von den Straßenzügen Leipziger Straße (Nord), Kommandantenstraße (Ost), Krausenstraße (Süd) und Jerusalemer Straße (West) begrenzt.
In den 1970er Jahren entstanden Hochhäuser des Wohnkomplexes Leipziger Straße auf etwa der Hälfte der alten Platzfläche. An deren südwestlicher Ecke wurde ein kleiner Spielplatz angelegt. Die heutige Anlage entstand erst gegen Ende der 1970er Jahre. Zusammen mit der Rekonstruktion der südlichen Spittelkolonnaden wurde 1979 eine Kopie der historischen Meilensäule vom alten Dönhoffplatz zu einem neuen Platzensemble collagiert. Der steinerne Obelisk („Meile Null“) war dort 1730 als Beginn der Entfernungsangabe der ab 1788 befestigten Berlin-Potsdamer Chaussee aufgestellt worden.

## Dönhoffplatz 1734–1914

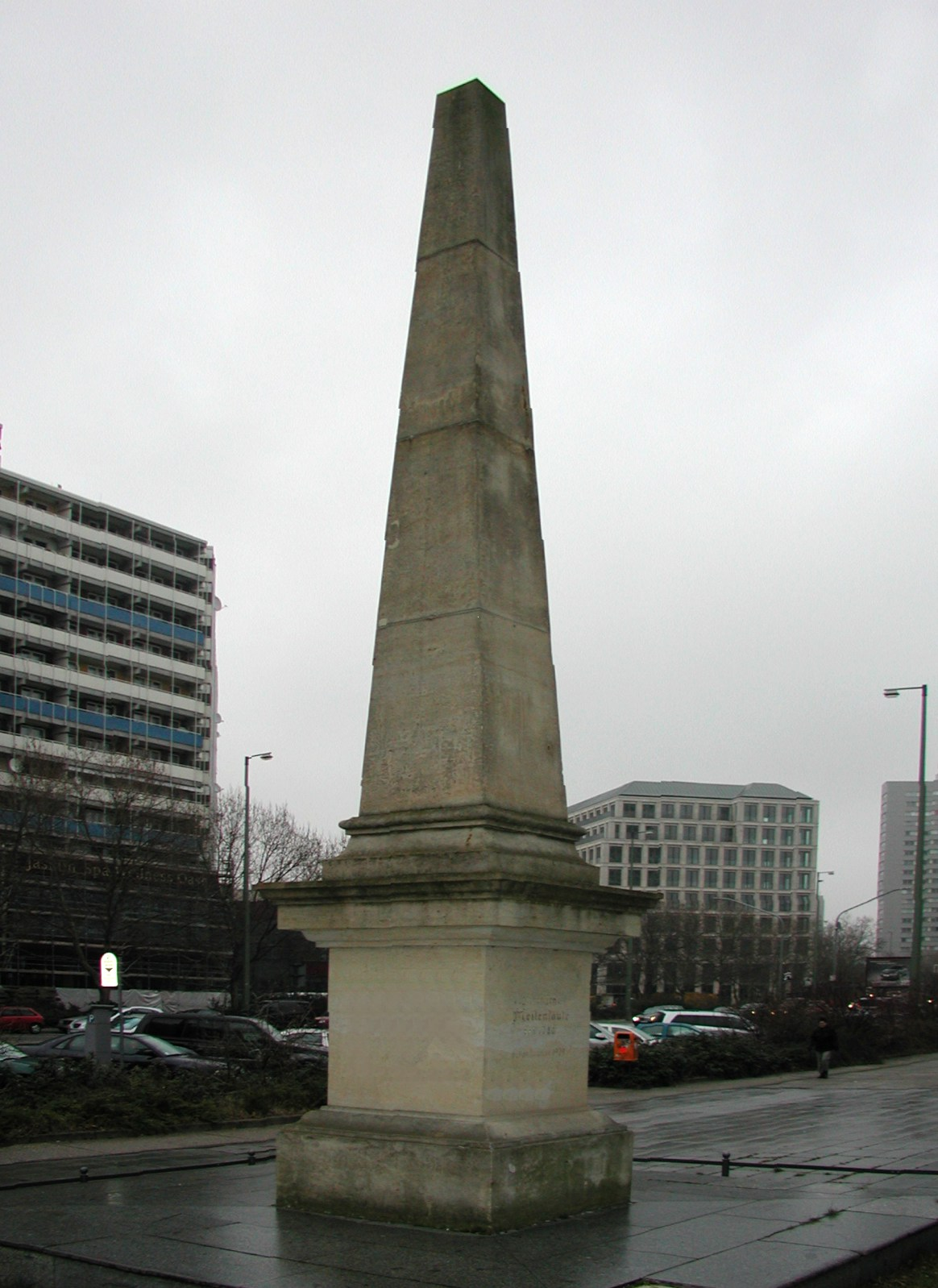
Rekonstruierter Meilenobelisk in der Leipziger Straße

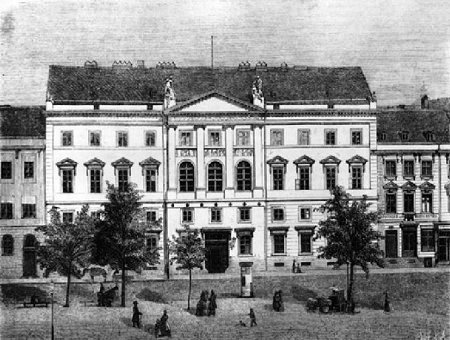
Palais Hardenberg

Der spätere Dönhoffplatz entstand auf einem freien Gelände vor dem Leipziger Tor, als die Festungswerke 1712 abgetragen wurden. Zunächst hieß die Fläche Esplanade vor dem Leipziger Tor, dann Großer Markt, weil hier bis zur Errichtung von Markthallen im gesamten Berliner Stadtgebiet (um 1889) der Handel im Freien stattfand. Um den Platz herum wuchsen Laubbäume, auf ihm wurde 1730 ein steinerner Obelisk („Meilenzeiger“) aufgestellt, der als Beginn der Entfernungsangabe nach Potsdam benutzt wurde (Meile Null und später Teil der Fernverkehrsstraße 1).
Der Kommandant von Berlin, Alexander von Dönhoff, dessen Infanterieregiment Dönhoff in der Umgebung stationiert und auf dem Platz exerzieren sollte, erhielt 1734 durch König Friedrich Wilhelm I. den Auftrag zur Errichtung von Häusern rund um den Platz, ihn „zu regulieren“. Dönhoff selbst wohnte auch am Platz (heute: Leipziger Straße 75/76). Nach der Bebauung erhielt der Platz in den 1740er Jahren den Namen, der auf Dönhoff zurückgeht, zunächst Dönhofscher Platz geschrieben. Spätestens seit 1750 wurde der Platz als Dönhoffplatz, bzw. Döhnhofischer Platz auf den Berliner Stadtplänen und in den Adressbüchern verzeichnet, um 1864 wurde auch die Schreibweise Dönhofsplatz verwendet.
Der Platzname war ein Zeichen der Wertschätzung der Dönhoffs in der preußischen Monarchie. Die Dönhoffs waren im Mittelalter aus Westfalen nach Livland und Polen ausgewandert und hatten sich im 17. Jahrhundert im Herzogtum Preußen etabliert. Die Nachkommen des Grafen Friedrich von Dönhoff, des Stammvaters der preußischen Linie, mehrten den Einfluss der Familie. Sein Sohn Alexander von Dönhoff diente als Generalmajor und spielte eine wichtige Rolle im Katte-Prozess.
Im Laufe des 18. Jahrhunderts wurden an der Leipziger Straße zahlreiche Adelspalais’ errichtet. Das bekannteste Gebäude am Dönhoffplatz war das Palais Hardenberg in der Leipziger Straße 75 (heute: Leipziger Straße 55). Staatskanzler Fürst von Hardenberg hatte in dem nach ihm benannten Gebäude ab 1804 seinen Wohn- und Arbeitssitz. Nach 1848 zog der Preußische Landtag in das Haus ein. Im benachbarten Gebäude befand sich bis 1898/99 das Geheime Zivilkabinett Preußens.
Im Jahr 1852 hatte eine englische Gesellschaft eine Konzession für die Anlage eines Wasserwerkes in Berlin erhalten und stiftete dafür u. a. auch für den Dönhoffplatz einen Zierbrunnen. Dieser Löwenbrunnen stand direkt vor dem Obelisken.
Im Preußischen Landtag am Dönhoffplatz kam es zwischen 1859 und 1866 zu einem Streit zwischen fortschrittlichen Liberalen, Adel und König um die von der Krone geforderte Reform des Heeres, dem Verfassungskonflikt. Die Abgeordneten befürchteten, dass die Abschaffung der Landwehr den König stärken und das Parlament schwächen würde. Dieser Konflikt wurde von Otto von Bismarck mit einem Budgettrick gelöst. Die Berliner Liberalen unterstrichen die Forderungen mit der Aufstellung des Denkmals für den Freiherrn vom Stein. Die Errichtung des Standbildes wurde vom König um mehrere Jahre bis 1875 verzögert. Obelisk und Brunnen mussten in diesem Jahr weichen, als am Platzrand die Bronzeskulptur der Bildhauer Hermann Schievelbein und Hugo Hagen zu Ehren des Reichsfreiherrn vom Stein schließlich aufgestellt wurde. Mit Sockel hatte das Monument eine Höhe von 7,80 Metern.

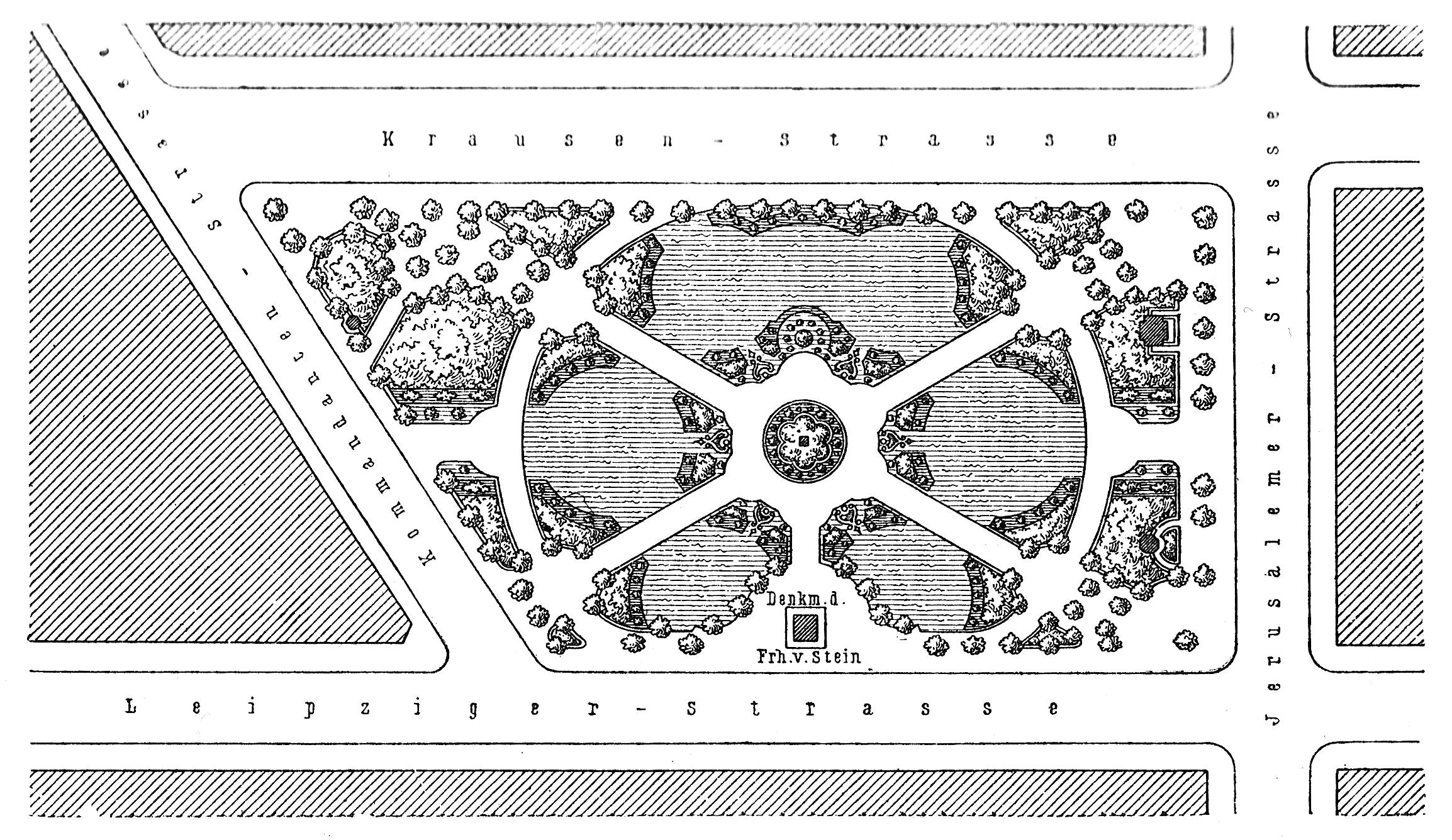
Lageplan des Dönhoffplatzes um 1900, Süd-Nord-Richtung

An der Ecke zur Leipziger Straße 48 befand sich von 1854 bis 1900  das Concerthaus, wo der Dirigent Benjamin Bilse dirigierte.
An der Ecke zur Jerusalemer Straße stand das Hotel London.
Weitere Bauten am Platz wie das Warenhaus Tietz (in dem am 22. Dezember 1925 die erste Rolltreppe Berlins in Gang gesetzt wurde), die Reichshallen (Theater und Konzerthaus), Geschäftshäuser in der Krausenstraße und Leipziger Straße kamen im Laufe der Zeit hinzu.

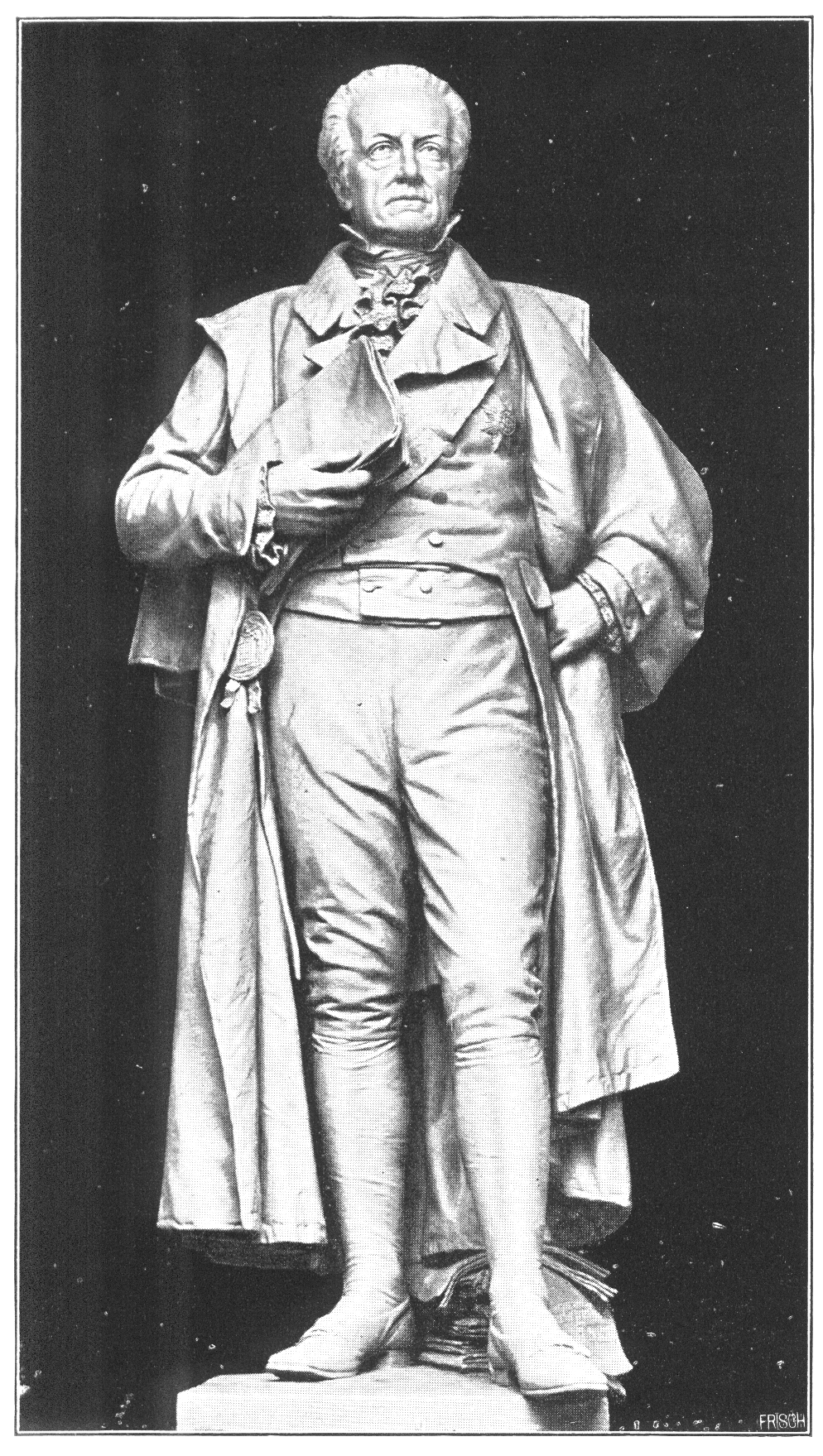
Hardenberg-Standbild von Martin Götze

Die freie Fläche in der Mitte wurde 1887 nach Entwürfen des Gartenbaudirektors Hermann Mächtig erstmals als Schmuckplatz gestaltet. Bereits 14 Jahre später entwarf Erwin Albert Barth neue Pläne zur Umgestaltung des Dönhoffplatzes: eine Grünanlage mit Wasserfontänen in einer achteckigen Rasenfläche und kleine trapezförmige Beete mit niedrigem Gebüsch entstanden.
Im Jahr 1907 wurde am südlichen Rand des Dönhoffplatzes ein 2,80 Meter hohes Bronze-Denkmal für den Freiherrn von Hardenberg aufgestellt, das der Bildhauer Martin Götze geschaffen hatte. Die Vereinigung der preußischen Reformer durch zwei Denkmäler auf dem Dönhoffplatz erschien aus der Sicht der Zeitgenossen sinnvoll, da „deren gemeinsames Reformwerk den Grundstein für das heutige Staats- und Verfassungsleben in Preußen bildet.“
Zeitweise war der Dönhoffplatz Endhaltestelle verschiedener Linien der Berliner Straßenbahn.

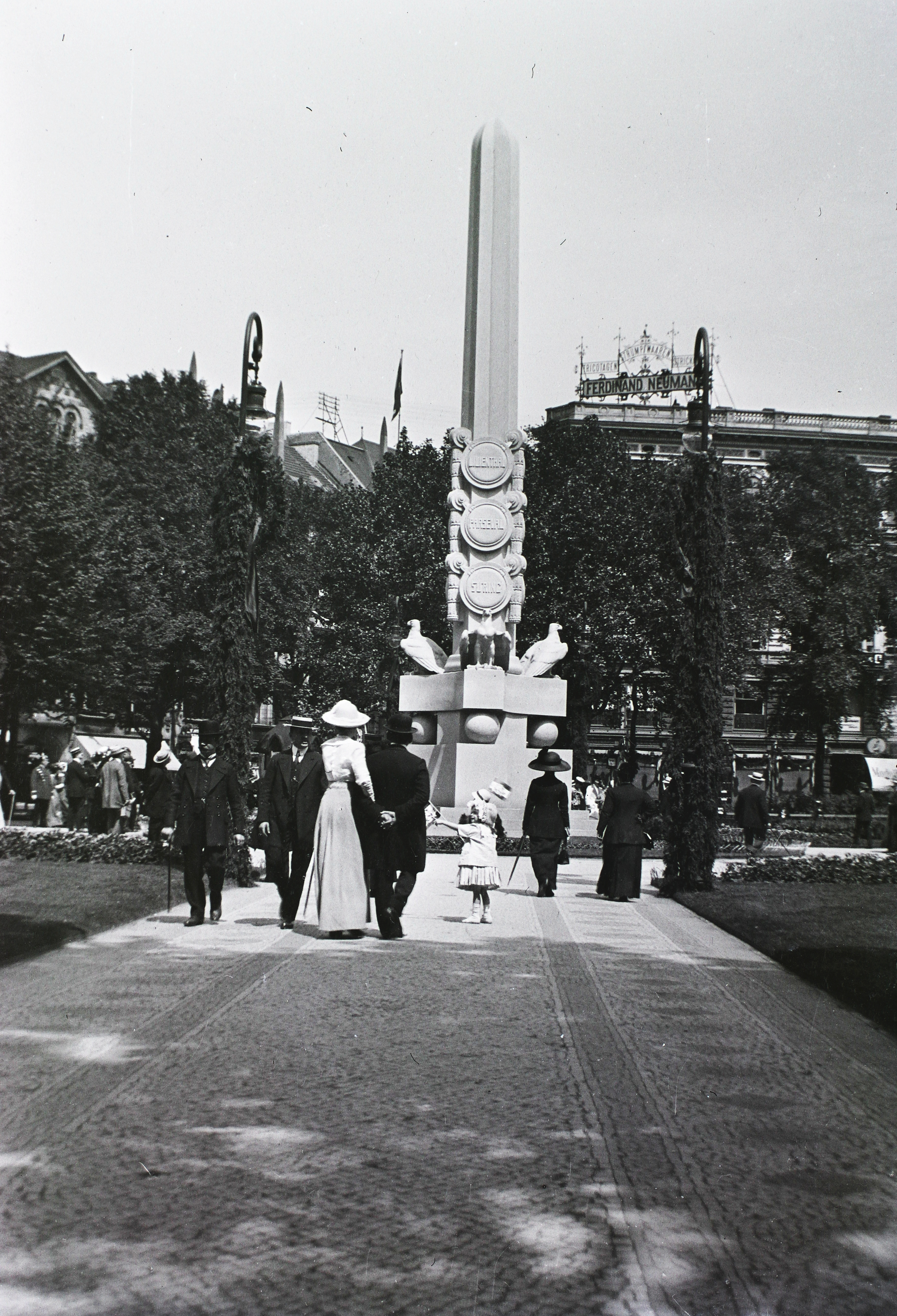
Luftschiffer-Denkmal

Anlässlich des 25-jährigen Regierungsjubiläums von Wilhelm II., im Juni 1913, fanden im Zentrum von Berlin Festtage statt. Dabei wurden Straßen und Plätze besonders herausgeputzt – der Dönhoffplatz erhielt ein 15 Meter hohes Luftschiffer-Denkmal. Die Bildhauer Hermann Feuerhahn und Georg Roch hatten unter der Leitung des Architekten Bruno Möhring einen Obelisken gestaltet, der die Namen von zwölf deutschen Luftschiff- und Flugpionieren (Zeppelin, Stosfeld, Berson, Daimler, Heinrich, Lilienthal, Parseval u. a.) in großen gestalteten Medaillons enthielt. Das Denkmal bestand aus „vergänglichem Material“ (wahrscheinlich Gips) und wurde nach den Festtagen wieder demontiert.

## Dönhoffplatz 1914–1948
Sieben Jahre nach dem Ende des Ersten Weltkriegs machten sich 1925 die Verantwortlichen in der Berliner Stadtverwaltung Gedanken über eine verbesserte Verkehrsführung im Bereich der Leipziger Straße. Der Planer Hermann Jansen fertigte dazu ein Blatt Verkehrsregulierungsvorschläge für den Dönhoffplatz an, auf dem die Straßenkreuzung Leipziger und Jerusalemer Straße sowie eine Ecke des Platzes dargestellt sind. Als Momentaufnahme ist hier unter anderem eine Fernsprechzelle, eine Handpumpe „für die Kutscher“ und ein Verkaufshäuschen für Seidenstrümpfe direkt auf dem Dönhoffplatz zu sehen. Im Ergebnis dieser Planung wurde die Leipziger Straße ab 1929 verbreitert, wozu bereits die Fläche des Dönhoffplatzes verkleinert werden musste.
In der Weimarer Republik wurde der Platz zunehmend als Erholungsraum an einer der beliebtesten Einkaufsmeilen Berlins, der Leipziger Straße, wahrgenommen. Der Boykott jüdischer Geschäfte nach der Machtübernahme durch Hitler traf besonders den Dönhoffplatz, da mit Hermann Tietz das damals größte Warenhaus Europas dort ansässig war, das dann 1934 Opfer der Arisierung wurde.

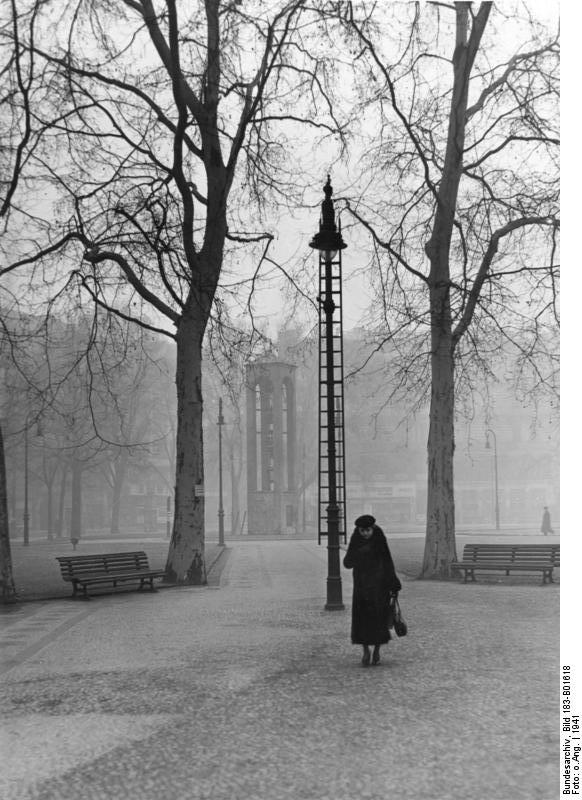
Dönhoffplatz 1941: hinter der Laterne ist der Wilhelm-Lach-Turm zu erkennen

Während die Nationalsozialisten die Denkmäler der zivilen Reformer Stein und Hardenberg am Rande des Platzes und auch den Namen Dönhoff beibehielten, widmeten sie sich mit Verve der Mitte des Platzes. 1935 wurde dort der Wilhelm-Lach-Turm aufgestellt, auch Lebensuhr genannt. Der kleine Glockenturm bekam die Inschrift:
„Alle fünf Minuten werden im Deutschen Reich neun Kinder geboren – alle fünf Minuten sterben sieben Menschen. Dieser Turm ist dem Gedächtnis des ersten nationalsozialistischen Bürgermeisters im Bezirk Mitte P[artei]g[enosse] Wilh[elm] Lach gewidmet. Geb. 9. 6. 1901 – gest. 6. 7. 1935.“
Am Ende des Zweiten Weltkriegs waren die den Platz umgebenden Gebäude schwer beschädigt und wurden bei der Enttrümmerung und dem Wiederaufbau des Stadtzentrums zum größten Teil abgerissen.

## Dönhoffplatz 1948–1975
Das im Krieg beschädigte Denkmal Hardenbergs wurde bis 1949 im Berliner Denkmalverzeichnis geführt, seitdem gilt es als verschollen. Das Denkmal des Freiherrn vom Stein blieb dagegen erhalten. Der Wilhelm-Lach-Turm wurde abgebaut.
Ab 1969 wurde die Leipziger Straße neu bebaut, und das Stein-Denkmal kam in ein Depot. Die Planungen des Kollektivs von Joachim Näther sahen vor, das Ensemble mit einer Nachbildung der Spittelkolonnaden zu ergänzen. Anstelle des Stein-Denkmals wurde eine Nachbildung des alten Post-Meilensteins angefertigt und wenige Meter vom Originalstandort wiedererrichtet. An einer Nachbildung der Spittelkolonnaden mit Teilen des südlichen Originals, das in den 1920er Jahren abgebaut worden war, um die Leipziger Straße zu vergrößern, hielt Korn fest. Die bei den Kolonnaden angebrachte Tafel „Zerstört im faschistischen Raub- und Eroberungskrieg. Wiedererrichtet von der Arbeiter- und Bauernmacht“ trifft deswegen nur teilweise zu (lediglich die nördlichen Ensembleteile wurden tatsächlich zerstört). Die neuen Kolonnaden und die Postsäule verliehen der Leipziger Straße mit den modernen Hochhäusern historisches Kolorit. Der Name des Platzes wurde getilgt.
Das Stein-Denkmal wurde 1981 gegenüber dem Zeughaus Unter den Linden wieder errichtet. Als an dieser Stelle das Kommandantenhaus neu aufgebaut wurde, erhielt die Statue 2003 einen neuen Standort vor dem Abgeordnetenhaus von Berlin.
Nach dem Fall der Mauer gründete Walter Momper den Verein Standbild für Berlin e. V., die Mitglieder unterstützten u. a. mit einer Geldsammlung – rund 250.000 Euro waren veranschlagt – die Wiederaufstellung des Hardenberg-Denkmals. Auf Basis eines Modellgusses aus dem Privatbesitz der Hardenbergs ist ein neues Denkmal gegossen und im Juni 2011 ebenfalls vor dem Abgeordnetenhaus aufgestellt worden.

## Der Platz nach 1990
Die Bezirksverordnetenversammlung (BVV) Mitte von Berlin beschloss 2010, in Erinnerung an die Leistungen Marion Gräfin Dönhoffs für die Aussöhnung mit Osteuropa und ihr Eintreten für einen demokratischen Journalismus den seit 1975 namenlosen Platz Marion-Gräfin-Dönhoff-Platz zu nennen. Die Entscheidung wurde im März 2011 vollzogen. Eine Schautafel auf der Westseite des Meilensteins informiert über die Namensgeberin.

## Sehenswertes in der Umgebung des Platzes
- Kopie des Meilensteines

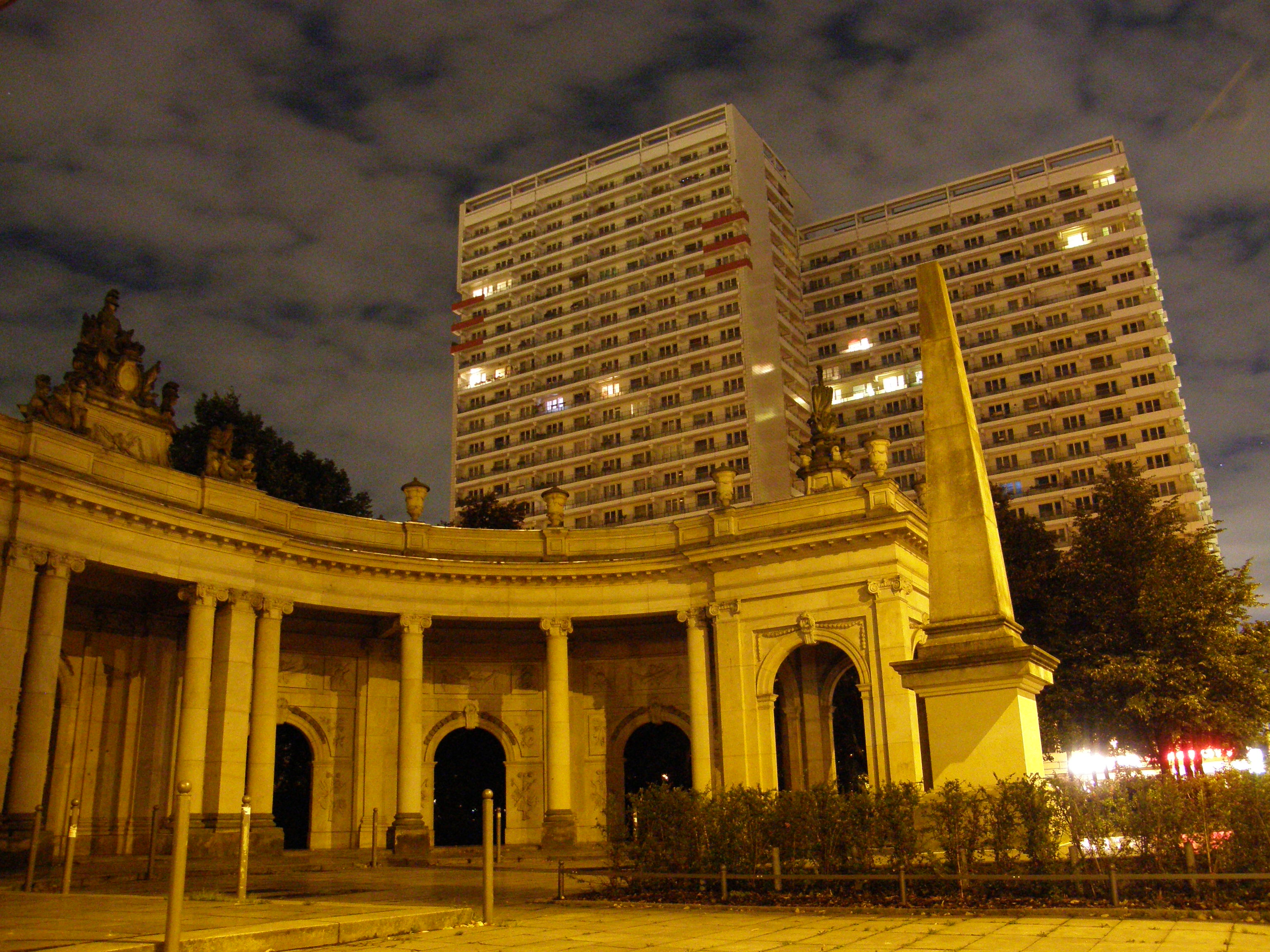
Spittelkolonnaden und Meilenstein in der Leipziger Straße

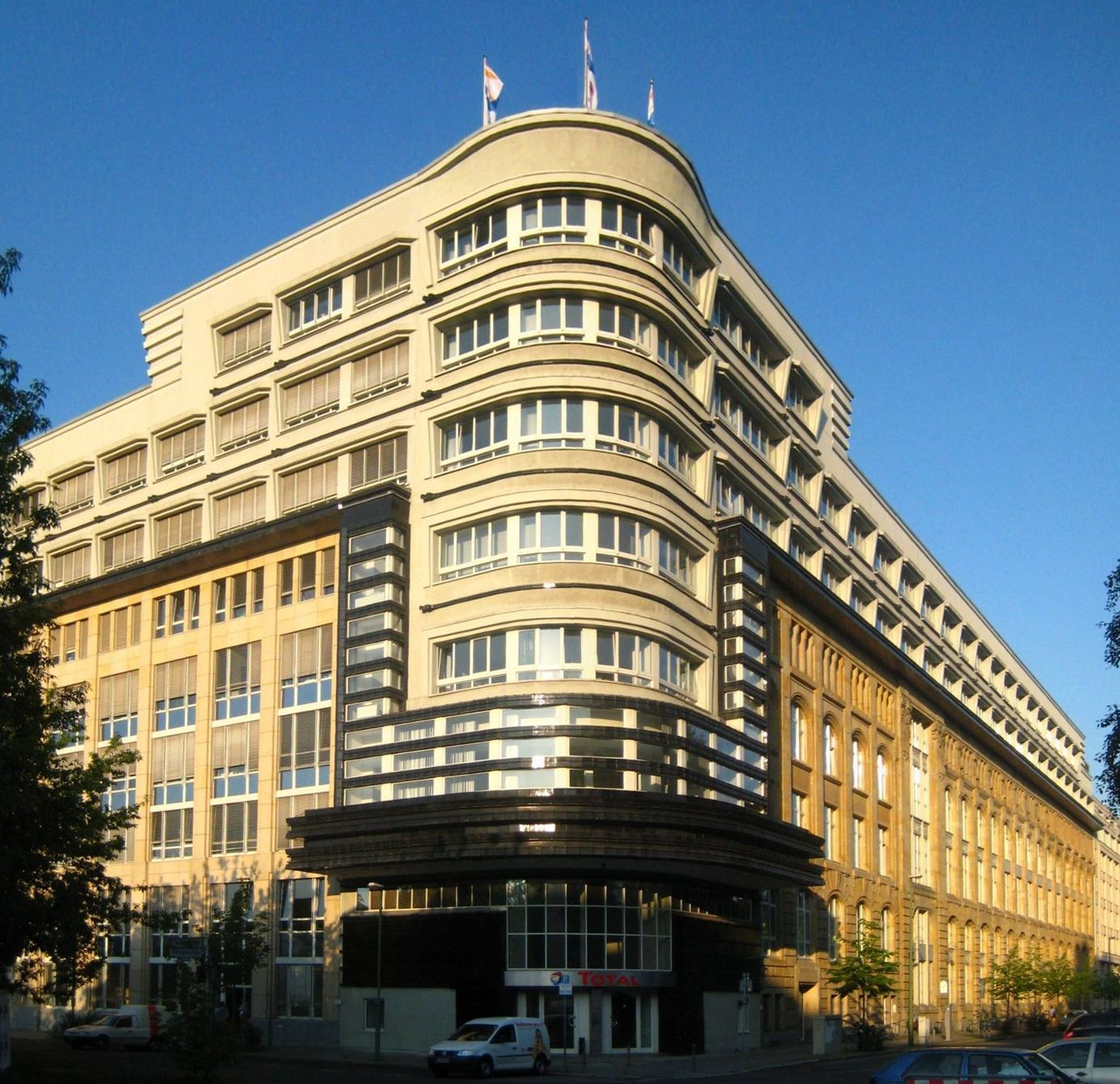
Mossehaus in der Schützenstraße

- Nachbau der südlichen Spittelkolonnaden
- denkmalgeschützte Bauten in der Krausenstraße wie ein früheres Zeughaus, heute ein 4-Sterne-Hotel[23]
- Geschäftshäuser in der Krausenstraße[24][25]
- altes Mossehaus von Erich Mendelsohn an der Ecke Schützen-/Jerusalemer Straße[26]
- Axel-Springer-Hochhaus
- Bundesdruckerei in der Kommandantenstraße
- Jüdisches Museum in der Lindenstraße